# Saint-Julien-de-Briola
Saint-Julien-de-Briola è un comune francese di 83 abitanti situato nel dipartimento dell'Aude nella regione dell'Occitania.

## Società

### Evoluzione demografica
Abitanti censiti